# Falschkern

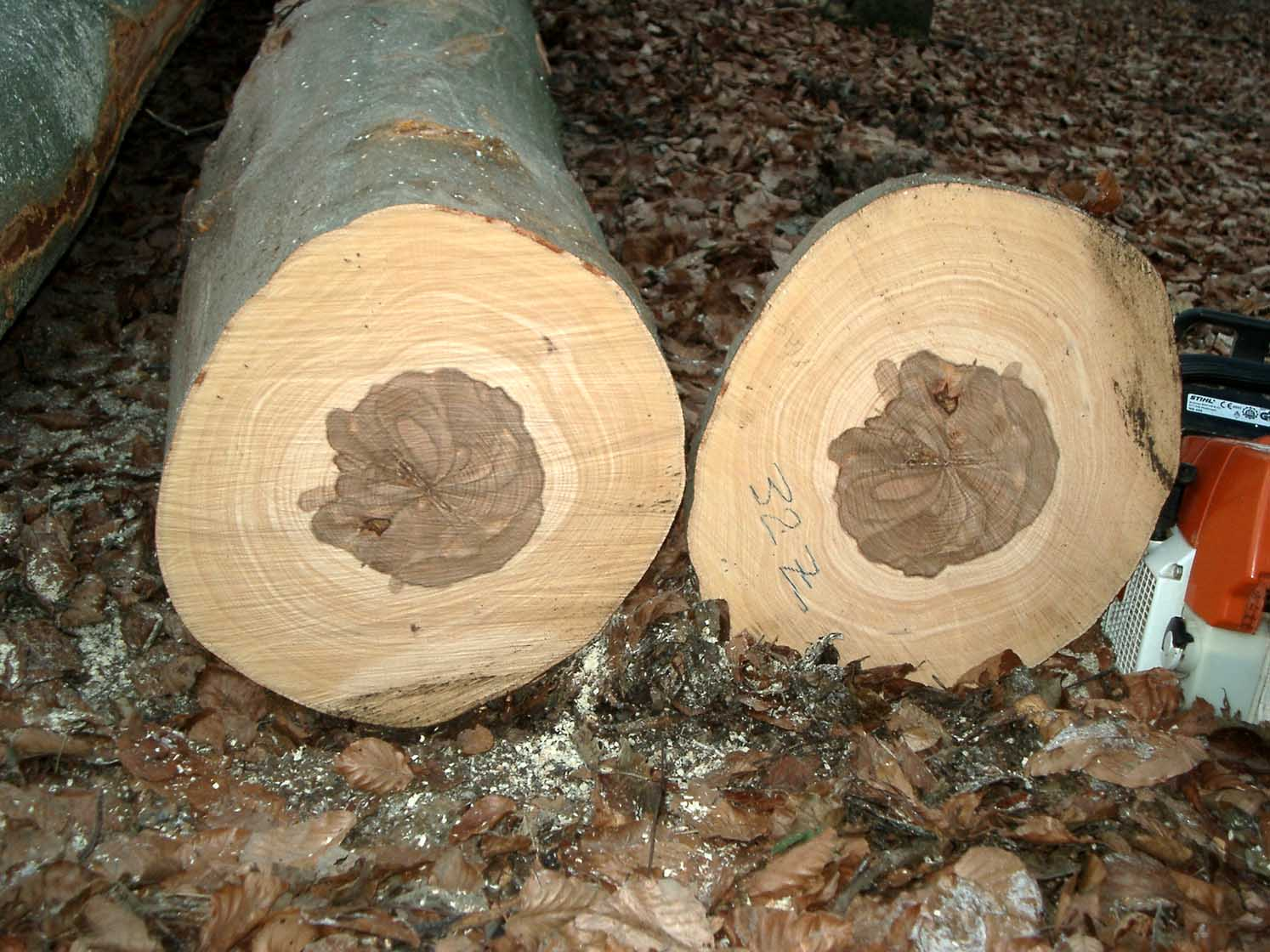
Querschnitt durch eine Rotbuche mit ausgeprägtem Rotkern

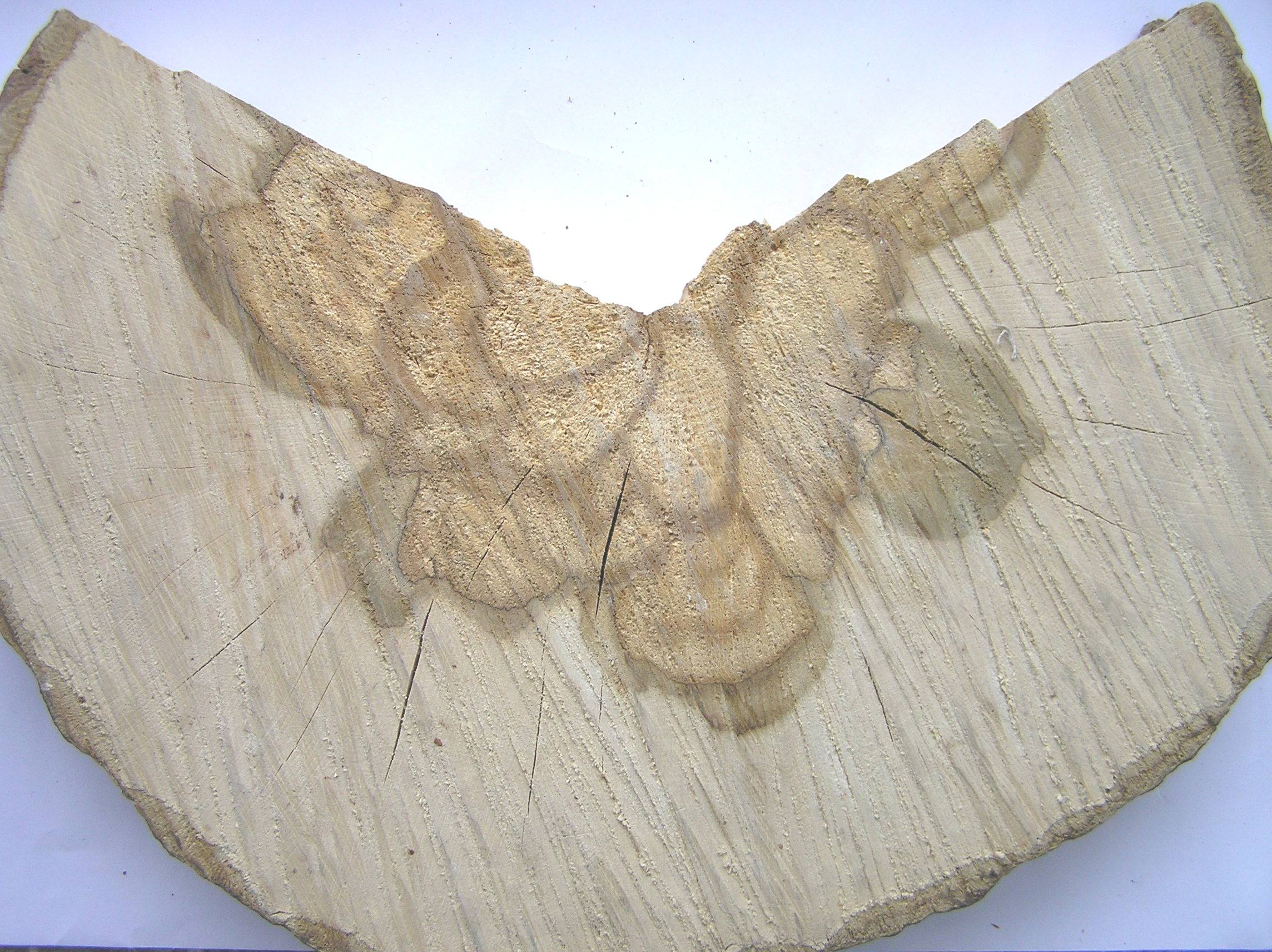
Holzquerschnitt mit Falschkern bei einer Hainbuche

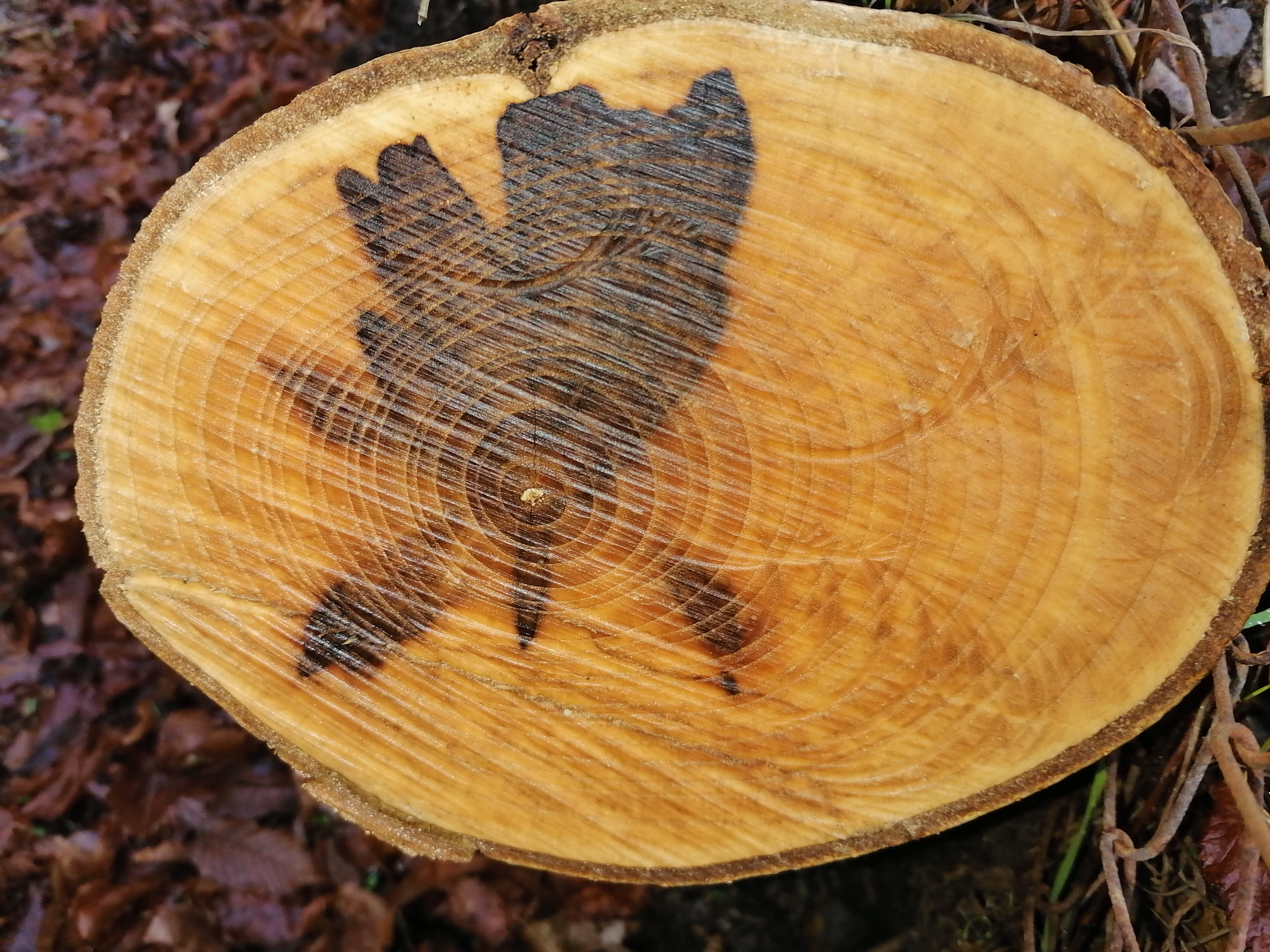
Querschnitt durch eine Gewöhnliche Esche mit Eschenbraunkern

Als Falschkern wird eine mögliche Farbkernbildung im inneren Stammbereich von älteren Buchen (Buchenrotkern) und Eschen (Eschenbraunkern) bezeichnet. Weniger häufig treten Falschkerne etwa auch bei Ahornen, Birken und Birnen auf.
Bei Buchen entsteht der Rotkern durch Wasserentzug bei physiologisch inaktiven Holzschichten. Dadurch füllen sich die Gefäße mit Luft, wobei dann die Farbänderung durch Oxidationsvorgänge entsteht. Falschkerne werden meist als schwerwiegende ästhetische Holzfehler aufgefasst, sie vermindern jedoch die Festigkeit des Holzes nicht. 